# Guns N' Roses
Guns N' Roses američki je hard rock sastav koji je krajem 80-ih i početkom 90-ih godina svojom glazbom, koja je bila mješavina rocka, bluesa, punka, glam rocka i heavy metala, nekoliko uspješnih albuma, spektakularnim koncertima, kao i skandalima i tučnjavama, osvojio svjetsku popularnost.

## Povijest sastava
Guns N' Roses kalifornijski je hard rock sastav koji su u Los Angelesu u lipnju 1985. osnovali pjevač William Axl Rose, gitaristi Tracii Guns i Izzy Stradlin, basist Ole Beich (kojega je zamijenio Duff McKagan) i bubnjar Rob Gardner. Ime sastava nastalo je spajanjem dvaju sastava iz kojih su originalni članovi došli: Hollywood Rose i L.A. Guns.

### Počeci ranih '80-ih
Priča počinje početkom '1980-ih kada su školski kolege Axl Rose i Izzy Stradlin iz svoga rodnog grada Lafayette (Indiana) doselili u velegrad Los Angeles. Godine 1983. Axl i Stradlin osnovali su sastav "Rose" koji je kasnije preimenovan u "Hollywood Rose", a ostali članovi bili su: gitarist Chris Weber, basist Andre Roxx i bubnjar Johnny Kreis. Godinu dana kasnije razilaze se i Axl pristupa "L.A. Gunsima", a Stradlin sastavu "London", da bi se ponovno 1985. godine ujedinili pod imenom "Guns N' Roses".
Guns i Gardner napustili su sastav iste godine, a njih su zamijenili poznanici McKagana: Saul Hudson - Slash (lead gitara) i Steven Adler (bubnjevi), koji je prije svirao u Road Crew. S tom postavom počinju osvajati publiku i iste godine izdan je i album u vlastitoj limitiranoj (10 000 primjeraka) produkciji "Live ?!*@Like A Suicide" na kojem su bile i dvije obrade drugih sastava i dvije autorske pjesme. Nekoliko godina nakon izdavanja ovog albuma, otkriveno je da su Gn'R snimili sve četiri pjesme u studiju, ali su dodali zvuk publike da bi se stvorila atmosfera uživo.

### Kasne '80-e
Godine 1986. poznata izdavačka kuća Geffen Records ponudila je sastavu ugovor (istodobno je otvorena i suradnja s nezavisnom produkcijskom kućom Uzi-Suicide). Krajem srpnja 1987. godine izlazi Appetite for Destruction, koji u početku nije bio dobro prihvaćen i s coverom koji je izgledao kao scena silovanja. Nakon toga cover je promijenjen, a izvorni je postao raritet i vrijedan kod sakupljača. No ni nakon toga prodaja nije zabilježila osjetan porast, sve do objavljivanja spota "Sweet Child O'Mine" na MTV-u. U kolovozu 1988. g. album je dospio na br. 1 US ljestvicu albuma s prodanih 20 milijuna primjeraka. Tako su pjesme s tog albuma "Welcome to the Jungle", "Paradise City" i "Sweet Child O´Mine" bile top ten singlova na Billboard charts (listi). Do danas je Appetite For Destruction najbolje prodavan debitantski album svih vremena.
Nakon velike turneje po Sjedinjenim Američkim Državama, u jesen 1988. g. uslijedio je poziv na Monsters of Rock festival u Europi na kojem su nastupali s ostalim poznatim sasstavima kao što su Iron Maiden, KISS i Judas Priest.
Pozornost medija počelo je privlačiti i ponašanje članova sastava pod utjecajem droge i alkohola (McKagan, Slash i Adler), a tijekom Monsters of Rock koncerta u Velikoj Britaniji poginula su dva obožavatelja za vrijeme skakanja i naguravanja, međutim Gunsi nisu znali za taj tragičan događaj do kraja koncerta. Svejedno je sastav za vrijeme Appetite for Destruction turneje zaradio naslov "najopasnijeg sastava na svijetu".
Pjesma "Welcome to the Jungle" izašla je na soundtracku za film The Dead Pool, petom filmu o inspektoru Harryju Callahanu poznatijem kao prljavi Harry (Dirty Harry). Pjesma se nalazi na prvom mjestu ljestvice 100 najvećih hard rock pjesama svih vremena prema časopisu VH1.
Iste godine objavljen je G'N'R Lies album, zapravo EP, s četiri pjesme iz '86. g. i četiri pjesme iz ´88. g. odsvirane s akustičnim gitarama ("Patience", "Used To Love Her", "You´re Crazy", "One In A Million". Izvorni naziv albuma trebao je biti Lies! The Sex, The Drugs, The Violence, The Shocking Truth, što nije odgovaralo izdavačkoj kući. Pjesma "One in a Million" izazvala je žestoke kritike zbog svog rasističkog sadržaja, a Slash je na koncertima odbijao svirati tu pjesmu jer se i sam osjećao pogođen s obzirom na to da je dijete afroamerikanke i židova.
Sve to ipak nije poremetilo uspjeh sastava i bili su jedini sastav 80-ih godina s istovremeno dva albuma na Top 5.
U kolovozu 1989. g. u zračnoj luci Phoenix, Arizona, Izzy Stradlin uhićen je zbog kršenja javnog reda, a Steve Adler ima problema s prekomjernim uživanjem droge, koji je na koncu 1990. g. zbog toga i izbačen iz sastava. Njega je zamijenio Matt Sorum, bivši bubnjar sastava The Cult i još se pridružio Dizzy Reed na klavijaturama.
To je bilo teško razdoblje u kojem su nekako prebrodili razne krize i održali četiri koncerta u Los Angelesu kao predgrupa legendarnim The Rolling Stonesima.

### Vrhunac karijere (1991.–1993.)
Razdoblje najvećih uspjeha započinje 23. siječnja 1991. g. nastupom na Rock in Rio-Festivalu u Rio de Janeiru (Brazil) pred više od 260.000 posjetitelja. Nakon toga počela je u svibnju velika svjetska turneja koja je trajala punih 28 mjeseci.
Gunse su i dalje pratili razni incidenti pa tako i poznati St. Louis Incident, koji se dogodio 2. srpnja u St. Louisu (Missouri), Axl je skočio s pozornice na obožavatelja koji je imao nož ili videokameru (podaci se ne poklapaju), međutim svjedoci su potvrđivali da Axl nikada nije dohvatio tog obožavatelja. No nakon toga Axl se vratio na pozornicu, optužio osiguranje za propuste i prekinuo koncert. Prekid koncerta izazvao je pravu buru negodovanja, a neredi su završili s nekoliko povrijeđenih osoba. Posljedica svega je bila da je sastav ostao bez kompletne opreme, a Axl je morao odgovarati pred sudom zbog uzrokovanja teških nereda. Ovaj slučaj samo je potvrdio loš glas sastava kao skandaloznog i nepouzdanog, a i mediji su se okrenuli protiv njih.
Napokon, nakon dugih najava i tijekom turneje 17. rujna 1991. godine izlaze Use Your Illusion I i Use Your Illusion II albumi. Ova dva albuma nose nešto mekši zvuk i neke od najuspješnijih rock balada '1990-ih godina.
Pjesme, odnosno spotovi "Don´t Cry", "November Rain" i "Estranged" čine neku vrstu trilogije, koji na kraju nisu napravljeni po prvobitnoj zamisli zbog otezanja i pomicanja rokova (a i prekida Axla Rosea sa Stephanie Seymour). Na kraju spota "November Rain" piše da se temelji na priči "Without You" objavljenoj u knjizi "The Language Of Fear" pisca horora Dela Jamesa, inače dobrog prijatelja Axla Rosea (priča Dela Jamesa nalazi se i na internetskim stranicama).  Ta tri spota spadaju i među najskuplje ikada napravljene, a odskaču i svojim trajanjem.
Neposredno prije izlaska albuma Izzy Stradlin napušta sastav (navodno zbog njegovog mišljenja da Gn'R trebaju nastaviti svirati uživo samo po klubovima, a ne ići na velike turneje i čiste komercijalizacije), a zamjenjuje ga gitarist Gilby Clarke.
Pjesma "You Could Be Mine" napravljena je za filmski hit iz 1991. godine Terminator 2: Sudnji dan s Arnoldom Schwarzeneggerom u glavnoj ulozi i u spotu se izmjenjuje nastup Gunsa sa scenama i brojnim efektima iz filma.
Godine 1992. Gn'R nastupaju i na Freddie Mercury Tribute Concert izvodeći "Paradise City" i "Knockin' on Heaven's Door", Axl i Queen izvode "We Will Rock You" i neponovljiva "Bohemian Rhapsody" u duetu Axla i Eltona Johna. Iste godine na MTV Video Music Award Elton John pratio je Gunse na glasoviru u pjesmi "November Rain".
U kolovozu 1992. godine za vrijeme miniturneje s heavy metal sastavom Metallica na Montreal´s Olympic Stadiumu, frontmen Metallice James Hetfield pretrpio je opekline prišavši preblizu pirotehnici. Metallica je otkazala svoj dio nastupa, Gn'R su trebali odraditi svoj dio, ali su izveli svega nekoliko pjesama, Axl se izvlačio na probleme s glasom i, naravno, opet su nastali neredi. Na koncertu u Tokiju snimljeni su materijali za DVD na kojima su, među ostalim, izvrsne solo dionice Soruma i Slashova solo izvedba teme iz filma The Godfather.
Povijesna turneja završila je u Buenos Airesu (Argentina), 17. srpnja 1993. nakon gotovo tri godine i više od 200 nastupa. Posljednji nastup u Buenos Airesu bio je i posljednji zajednički nastup najuspješnije postave Guns N' Rosesa.

### Zalazak
Godine 1993. izlazi The Spaghetti Incident?, kao svojevrsna posveta punk sastavima, kritike i nisu bile tako loše, ali je to ipak bilo daleko od vrhunca posljednjih albuma.
Turneja je otkazana i u sastavu vlada stvaralačko zatišje, ali se učestalo spominje Roseov egoizam i komunikacija među glazbenicima postaje sve lošija. Giby Clarke napušta sastav 1994. godine, a iste godine snimljena je obrada pjesme "Sympathy for the Devil" za film Intervju s vampirom s Tomom Cruiseom i  Bradom Pittom u glavnim ulogama.
Sastav se sve više rasipa, Slash redovito svira s ostalim glazbenicima (s Michaelom Jacksonom, Lennyjem Kravitzom), da bi na kraju osnovao sasvim novi sastav Slash's Snakepit.

## Godina 1997. do danas
Službenim izlaskom McKagana iz sastava to više nisu Guns n' Roses koji su obilježili povijest rocka. Axl Rose sudskim je putem dobio pravo na korištenje imena i uz njega je od stare postave ostao samo još Dizzy Reed. Od tada je rad Gunsa gotovo neprimjetan, 1999. g. pojavljuje se soundtrack (pjesma "Oh My God") za film "End of Days"  s Arnoldom Schwarzeneggerom u glavnoj ulozi.
U godini 2000. objavljeno je da sastav radi na novom albumu Chinese Democracy, posljednji televizijski nastup bio je na MTV Video Music Awards u New Yorku u rujnu 2002. godine, a glazbeni magazin Q iste je godine uvrstio GN'R na svoju listu "50 Bands to See Before You Die".
U rujnu 2005. pojavila se glasina da Gunsi rade pjesmu za soundtrack filma "The Da Vinci Code".
Posljednja informacija jest da album Chinese Democracy definitivno izlazi 2006. Zajedno su nastupali na novogodišnjoj večeri u "House of Blues" u Las Vegasu.  Osim starih hitova poput "Welcome to the Jungle", izveli su i "Chinese Democracy", "Oh My God", "Rhiad and the Bedouins", "The Blues" i "Silk Worms".
Tijekom veljače 2006. g. na internetu su se pojavile demo-verzije četiri nove pjesme: "TWAT" (There Was a Time),"Catcher in the Rye", "I.R.S." i "Better".
U svibnju 2006. godine sastav je započeo Europsku turneju, koja traje do srpnja, a u ta 3 mjeseca grupa je nastupala pred više od 700.000 posjetitelja.
Album nije još izašao, ali na internet su 4. i 6. svibnja procurile nove studio snimke pjesama "Chinese Democracy", "The Blues", "I.R.S." i "There Was A Time" koje zvuče kao da je na njima završen proces miksanja.
Nakon vrlo uspješne turneje 2006./2007., Gunsi su se vratili završavanju albuma. Elizabeth "Beta" Lebeis, osobna menadžerica Axla Rosea, izjavila je da je album "Chinese Democracy" dovršen još prije Božića 2007. godine. Rekla je još i to da su u tijeku pregovori s izdavačkom kućom o promociji i izlasku albuma, a to bi navodno bilo u kasno ljeto 2008. godine.
Studijski album " Chinese Democracy " izašao je 23. studenog 2008. godine.
U sklopu europske turneje 24. rujna 2010. održan je koncert u zagrebačkoj Areni.
U splitskoj Spaladium Areni održali su koncert 17. srpnja 2012. godine. Smatraju se jednim od najpopularnijih, najuspješnijih glazbenih sastava kasnih osamdesetih i ranih devedesetih. VH1 ih je uvrstio na 33. mjesto svojeg popisa 100 najvećih umjetnika svih vremena i na 9. mjesto popisa 100 najvećih umjetnika hard rocka, a Rolling Stone na 92. mjesto svojeg popisa. 2016 u sastav se vraćaju Slash i Duff McKagan.

## Ex GN'R
Velvet Revolver novi je sastav sastavljen od bivših članova Gunsa (Slash, Duff McKagan i Matt Sorum) i pjevača Scotta Weilanda, gitarista Davea Kushnera. Nakon njihovog debitantskog albuma Contraband 2004. za koji su dobili i Grammy, objavili su i Libertad 2007. Status sastava vec duze vremena nije poznat.

## Citati

### Duff McKagan
- Mnogo novca bi bilo kao instant samoubojstvo, plašim se obaveze da imam mnogo novca. - 1988. godine
- U Los Angelesu je stvarno teško pronaći ženu - 1992. godine
- Nismo Bog, niti išta slično.
- Vrlo je čudno imati takav uspjeh. Idem na nastupe i ljudi mi prilaze govoreći kako smo strašni. I ja pomislim: "Mi jos ništa nismo napravili!!!" Pogledajte, sve što je sastav do sada napravio je jedan LP i nekakav mali polualbum. Često se pitam jesmo li sve ovo zaslužili. Iako nadalje mi radimo turneje i svakako plaćamo naše dugove. Biti zaglavljen 10 godina u svim tim sastavima... lijepo je biti u poziciji kada možeš zarađivati od glazbe.
- Već sam se pomirio s činjenicom da s 30 više neću biti među živima.
- Ponekad pogledam moju staru putovnicu i pomislim: "Što? Bio sam u Austriji?' Ne mogu se sjetiti..."
- To nisu Guns N' Roses. Guns N' Roses su mrtvi od kada smo ih Slash, Matt i ja napustili. Ovo sada je Axlov sastav. Tako ih ja zovem: Axlov sastav...

### Izzy Stradlin
- Mi definitivno, pozitivno, apsolutno ćemo početi misliti o razmišljanju za rad na novom albumu prilično brzo... bar mislim.
- Axl nema 24 godine... on je ustvari star milijun godina... vidio je sve. - 1986. godine
- Volimo se brinuti o ženama, volimo ih tretirati sjajno, ali trenutno nemamo novca pa ih tretiramo kao smeće. - 1986. godine
- Nismo imali ni malo novca, ali smo imali puno prijatelja i djevojaka od kojih smo u preživljavali. Sve je to bilo tako lako. - 1987. godine
- Jeli smo sranja da bi postali to što jesmo. - 1986. godine
- Nije nas briga ako ljudi misle da je nas stav loš. - 1989. godine
- Nismo tražili ugovor s izdavačkom kućom. Oni su došli do nas. Potpisali smo za Geffen zato što su oni najbolja od svih kompanija. - 1987. godine
- Nema boljeg osjećaja nego povraćati iz busa koji vozi 80 milja na sat.

### Steven Adler
- Glasno je način našeg života. - 1987. godine
- Rođen sam kao siromašno crno dijete. - 1988. godine

## Članovi
| Sadašnji članovi - Axl Rose – vokali, klavir, udaraljke (1985.–danas) - Duff McKagan – bas-gitara, prateći vokali (1985. – 1997., 2016.–danas) - Slash – glavna i ritam gitara, prateći vokali (1985. – 1996., 2016.–danas) - Dizzy Reed – klavijature, klavir, prateći vokali, udaraljke (1990.–danas) - Richard Fortus – ritam i glavna gitara, prateći vokali (2002.–danas) - Frank Ferrer – bubnjevi, udaraljke (2006.–danas) - Melissa Reese – sintisajzer, klavijature, prateći vokali, programiranje (2016.–danas) | Bivši članovi - Izzy Stradlin – ritam gitara, prateći vokali, udaraljke (1985. – 1991.) - Tracii Guns – gitara (1985.) - Ole Beich – bas-gitara, prateći vokali (1985.) - Rob Gardner – bubnjevi, udaraljke, prateći vokali (1985.) - Steven Adler – bubnjevi, udaraljke, prateći vokali (1985. – 1990.) - Matt Sorum – bubnjevi, udaraljke, prateći vokali (1990. – 1997.) - Gilby Clarke – ritam gitara, prateći vokali (1991. – 1994.) - Paul "Huge" Tobias – ritam gitara, klavir (1994. – 2002.) - Robin Finck – gitara, klavijature (1997. – 1999., 2000. – 2008.) - Josh Freese – bubnjevi (1997. – 2000.) - Tommy Stinson – bas-gitara, prateći vokali (1998. – 2016.) - Chris Pitman – klavijature, sintisajzer, udaraljke, prateći vokali, programiranje (1998. – 2016.) - Buckethead – gitara (2000. – 2004.) - Bryan "Brain" Mantia – bubnjevi (2000. – 2006.) - Bumblefoot – gitara, prateći vokali (2006. – 2016.) - DJ Ashba – gitara (2009. – 2015.) |

## Diskografija

### Studijski albumi
- Live ?!*@ Like a Suicide (prosinac 1986.)
- Appetite for Destruction (31. srpnja 1987.)
- G N' R Lies (6. prosinca 1988.)
- Use Your Illusion I (17. rujna 1991.)
- Use Your Illusion II (17. rujna 1991.)
- The Spaghetti Incident? (12. siječnja 1993.)
- Chinese Democracy (23. studenog 2008.)

### Albumi uživo i kompilacije
- Live Era: '87–'93 (22. studenog 1999.)
- Greatest Hits (23. ožujka 2004.)

### Video Izdanja
- Use Your Illusion I (World Tour - 1992 Tokyo), (DVD/VHS) (1992.)
- Use Your Illusion II (World Tour - 1992 Tokyo), (DVD/VHS) (1992.)
- Use Your Illusion I & II( World Tour – 1992 in Tokyo) (1992.)
- Garden of Eden: Strictly Limited Edition Video Single (1993.)
- Don't Cry: Makin' F@*!ing Videos Part I (1993.)
- November Rain: Makin' F@*!ing Videos Part II (1993.)
- Makin' F@*!ing Videos Part I & II (1993.)
- The Making of Estranged: Part IV of the Trilogy!!! (1994.)
- Welcome To The Videos (DVD/VHS) (1998.)
- Appetite for Democracy 3D (2014.)

## Turneja 2007. godine
- Arena Monterrey - 2. lipnja (Monterrey, Mexico)
- VFG Arena - 3. lipnja (Guadalajara, Mexico)
- City Sports Palace - 5. lipnja (Mexico City, Mexico)
- Burswood Dome - 10. lipnja (Perth, Australija)
- Entertainment Centre - 13. lipnja (Adelaide, Australija)
- Rod Laver Arena - 15. lipnja (Melbourne, Australija)
- Entertainment Centre - 20. lipnja (Brisbane, Australija)
- Acer Arena - 23. lipnja (Sydney, Australija)
- Vector Arena - 29. lipnja (Auckland, Novi Zeland)
- Makuhari Messe - 14. srpnja (Tokyo, Japan)
- Makuhari Messe - 15. srpnja (Tokyo, Japan)
- Rainbow Hall - 18. srpnja (Nagoya, Japan)
- Osaka Jo-Hall - 21. srpnja (Osaka, Japan)

## Vanjske poveznice
- službena GN'R stranica (engleski)